# 蕭寬寧

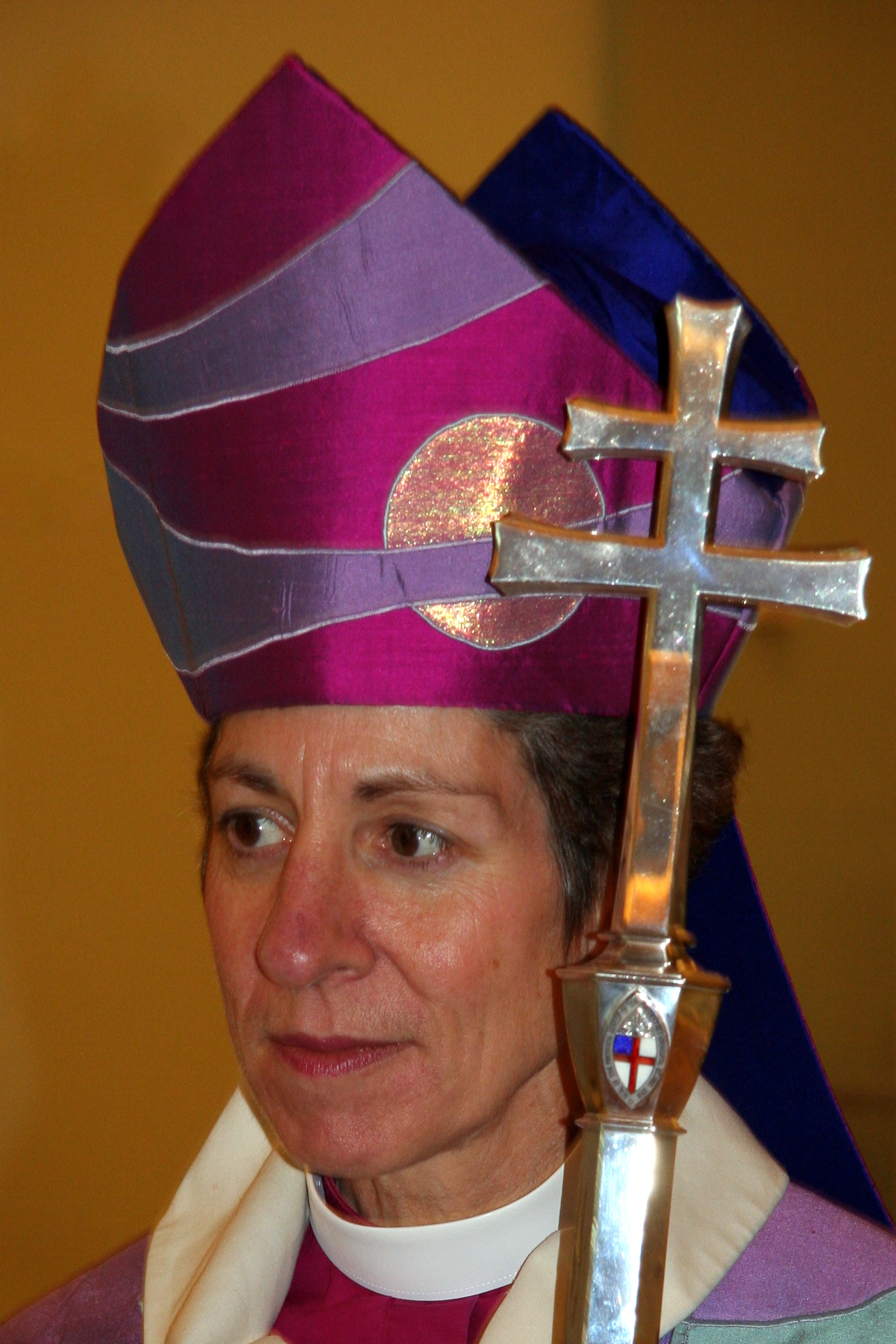
嘉芙蓮·舒歌莉

嘉芙蓮·舒歌莉（Katharine Jefferts Schori，1954年3月26日—）（台灣聖公會譯蕭寬寧），出生於美國佛羅里達州，2006年6月18日被美國聖公會主教院選為第26任首席主教及主教長，成為普世聖公宗歷史上首名女性主教長，並在同年11月4日及5日在華盛頓國家座堂舉行陞座禮。
她童年時於新澤西州唸書，此後在俄亥俄州立大學取得海洋學碩士及博士學位，曾於美國國家開漁業部任職海洋科學家，與一名大學教授於1979年結婚，女兒嘉芙蓮為美國空軍中尉。
2001年已獲選為美國內華達州教區主教，2006年6月18日，經過5輪投票，她獲選為全美聖公會首席主教。
2007年舒歌莉訪華，在南京會見了三自教會主教丁光訓，贊揚了丁和三自教會。